# Acrorchis roseola
Acrorchis es un género monotípico de orquídeas epifitas. Su única especie, Acrorchis roseola, se distribuye por Costa Rica y Panamá.

## Descripción
Planta que se forma como una mata de unos 15 cm de altura. Flores pequeñas de color magenta, en las que los sépalos y pétalos tienen diferentes formas y longitudes. La base del lábelo es blanca en los bordes.

## Hábitat
La única especie del género es epífita. Se desarrolla en alturas entre 900 y 2500 m s. n. m. . En la naturaleza se encuentran debajo del dosel forestal en la humedad de la parte baja, protegidas de la luz solar directa.

## Cultivo
Esta orquídea es muy rara como cultivada.

## Taxonomía
Acrorchis roseola fue descrita por Robert Louis Dressler y publicado en Orquídea (Mexico City), n.s., 12(1): 14–16, f. 1990.
Etimología
Acrorchis: nombre genérico que procede del griego "akros"= el más alto, terminal, y "orchis"= orquídea.
roseola: epíteto latino que significa "rosa claro".